# Sentiment Detection
Sentiment Detection (auch Sentimentanalyse, englisch für „Stimmungserkennung“) ist ein Untergebiet des Text Mining und bezeichnet die automatische Auswertung von Texten mit dem Ziel, eine geäußerte Haltung als positiv oder negativ zu erkennen.

## Einführung
Menschen unterhalten sich in natürlichen Sprachen, Sprachen also, die Bedeutung und Information anders als formale Sprachen nicht eindeutig und nicht allein strukturell übermitteln und deren automatische Verarbeitung durch Computer dadurch erschwert wird. Die Computerlinguistik erforscht, wie man mit Computern trotzdem natürliche Sprache analysieren kann. Lange Zeit hoffte man dabei auf die Künstliche Intelligenz, die versucht, intelligente Systeme zu schaffen, doch da selbst moderne Computer von diesem Ziel noch weit entfernt sind, grenzte man die Ziele der Sprachverarbeitung stark ein und wandte sich einfacheren aber erfolgversprechenderen Methoden zu. Ein solches Ziel ist es, spezielles Wissen aus Texten herauszuarbeiten, z. B. das Thema oder – wie hier – die Einstellung des Autors zu diesem Thema. Das Gebiet, das sich mit der Lösung solcher Aufgaben beschäftigt, nennt sich Text Mining, in Anlehnung an Data-Mining, mit dem es die Grundideen gemeinsam hat. Die Methoden, mit denen die Sentiment Detection arbeitet, entstammen Gebieten wie Statistik, maschinellem Lernen und Natural language processing.

## Vorgehen
Die Aufgabenstellung der Sentiment Detection wird durch statistische Methoden angegangen. Darüber hinaus kann man die Grammatik der untersuchten Äußerungen einbeziehen. Zur statistischen Analyse geht man von einer Grundmenge von Begriffen (oder N-Grammen) aus, mit denen man positive oder negative Tendenzen verbindet. Die Häufigkeiten positiver und negativer Begriffe im analysierten Text werden einander gegenübergestellt und bestimmen die vermutete Haltung.
Darauf aufbauend lassen sich Algorithmen des maschinellen Lernens anwenden. Auf Grundlage von vorverarbeiteten Texten, zu denen die Haltungen bekannt sind, können solche Algorithmen auch für weitere Begriffe lernen, welcher Tendenz sie zuzuordnen sind.
Mit Hilfe von Techniken des Natural language processings kann Wissen über die natürliche Sprache in die Entscheidung einfließen. Wird beispielsweise die Grammatik der Texte analysiert, können maschinell erlernte Muster auf die Struktur angewendet werden.

## Beispiel
Eine Untersuchung mehrerer hunderttausend Liedern populärer Musik verschiedener Jahrzehnte legt nahe, dass sich die Grundstimmung in Musik verarbeiteter Texte ins Negative verschiebt. Zudem lässt sich anhand der Wortwahl eine höhere Personalisierung der beschriebenen Handlungen nachvollziehen.